# Naz Mitrou-Long
Naz Mitrou-Long, né le 3 août 1993 à Mississauga en Ontario, est un joueur canado-grec de basket-ball. Il évolue aux postes de meneur et d'arrière.

## Biographie
Le 30 juillet 2019, il signe un contrat two-way avec les Pacers de l'Indiana pour la saison suivante.

## Palmarès
- Second-team All-Big 12 2017
- Champion de Grèce en 2025

## Records sur une rencontre en NBA
Les records personnels de Naz Mitrou-Long en NBA sont les suivants, :
| Type de statistique        | Saison régulière | Saison régulière          | Saison régulière |
| Type de statistique        | Record           | Adversaire                | Date             |
| -------------------------- | ---------------- | ------------------------- | ---------------- |
| Points                     | 12               | @ Nets de Brooklyn        | 18 novembre 2019 |
| Paniers marqués            | 5                | @ Nets de Brooklyn        | 18 novembre 2019 |
| Paniers tentés             | 10               | @ Nets de Brooklyn        | 18 novembre 2019 |
| Paniers à 3 points réussis | 2                | @ Nets de Brooklyn        | 18 novembre 2019 |
| Paniers à 3 points tentés  | 6                | @ Nets de Brooklyn        | 18 novembre 2019 |
| Lancers francs réussis     | 2                | @ Clippers de Los Angeles | 10 avril 2019    |
| Lancers francs tentés      | 2                | @ Clippers de Los Angeles | 10 avril 2019    |
| Rebonds offensifs          | 1                | @ Clippers de Los Angeles | 10 avril 2019    |
| Rebonds défensifs          | 3                | 3 fois                    | 3 fois           |
| Rebonds totaux             | 4                | @ Clippers de Los Angeles | 10 avril 2019    |
| Passes décisives           | 9                | @ Clippers de Los Angeles | 10 avril 2019    |
| Interceptions              | 1                | 2 fois                    | 2 fois           |
| Contres                    | 1                | 2 fois                    | 2 fois           |
| Balles perdues             | 4                | @ Clippers de Los Angeles | 10 avril 2019    |
| Minutes jouées             | 34               | @ Clippers de Los Angeles | 10 avril 2019    |

- Double-double : 0
- Triple-double : 0

Dernière mise à jour : 7 novembre 2020